# Fleury, Pas-de-Calais

Fleury este o comună în departamentul Pas-de-Calais, Franța. În 1 ianuarie 2022 avea o populație de 106 de locuitori.